# Maya (M.I.A. album)
A Maya (stilizálva /\/\ /\ Y /\) M.I.A. brit énekesnő harmadik stúdióalbuma, mely 2010-ben jelent meg saját kiadója, a N.E.E.T. Recordings, illetve a XL Recordings és Interscope Records kiadók gondozásában. A dalszerzés és produceri munka elsősorban M.I.A. vezényletében zajlott. Olyan producerek dolgoztak a lemezen, mint Rusko, Blaqstarr, Diplo és Switch.
Az album dalai politikai témára épülnek, és „digitális zaj”-t szándékoznak utánozni. Az indusztriális zene elemei is jellemzőek a számokra, mely M.I.A. stílusában eddig nem jelent meg. A deluxe kiadáson négy bónusz szám kapott helyet. A kritikusokat megosztotta a lemez, stílusa és szövegei miatt egyaránt. A brit albumlista 21. helyén debütált az album, mely az eddigi legsikeresebb lett az Egyesült Királyságban. A Billboard 200 listán 9. lett, de top 10-es lett Finnországban, Norvégiában, Görögországban és Kanadában.
Rengeteg dalt adott ki az énekesnő online, mint az XXXO-t, It Takes a Muscle-t és Born Free, az utóbbihoz készült videóklip vitát okozott tartalma miatt. Rengeteg zenei fesztiválon lépett fel Európában és Amerikában egyaránt.